# Ortodoxia (livro)
Ortodoxia (1908) é um livro de G.K. Chesterton que se tornou um clássico da apologética cristã.  Chesterton considerou este livro um companheiro para seu outro trabalho, Hereges, escrevendo-o expressamente em resposta à crítica de G.S. Street ao trabalho anterior, "que ele não iria se preocupar com sua teologia até que eu realmente declarasse a minha ". No prefácio do livro, Chesterton afirma que o propósito é “tentar uma explicação, não de se a fé cristã pode ser acreditada, mas de como ele pessoalmente chegou a acreditar nela”. Nele, Chesterton apresenta uma visão original da religião cristã. Ele a vê como a resposta às necessidades humanas naturais, a "resposta a um enigma" em suas próprias palavras, e não simplesmente como uma verdade arbitrária recebida de algum lugar fora dos limites da experiência humana.
O livro foi escrito quando Chesterton era anglicano. Ele se converteu ao catolicismo 14 anos depois. Chesterton escolheu o título, Ortodoxia, para se concentrar na clareza do Credo dos Apóstolos, embora admitisse que o som geral do título era "um tipo de coisa fina".
A ortodoxia foi influente na conversão de Theodore Maynard ao catolicismo romano bem como na ordenação do cônego Bernard Iddings Bell. Na revista The Atlantic, o crítico James Parker recomenda o livro assim: "Se você tiver uma tarde, leia sua obra-prima da apologética cristã Ortodoxia: fundamentos ontológicos vendidos com uma frivolidade feliz e ampliada, Tomás de Aquino conhece Eddie Van Halen".